# Château de Montgey
Ne doit pas être confondu avec le château de Burq aussi situé à Montgey
Le château de Montgey est un château fort situé à Montgey, dans le département du Tarn (France).
C'est un grand édifice, propriété historique de la famille de Roquefort, qui a tenu un rôle important lors de la croisade des albigeois et au pied duquel s'est déroulée la bataille de Montgey. Il est inscrit au titre des monuments historiques par arrêté du 13 mars 1975.

## Origine

### Étymologie
Le nom du lieu viendrait de « Mons Jovis », montagne de Jupiter. Une voie romaine allant de Toulouse à l'Oppidum de Berniquaut passait là où se trouve l'allée de cyprès du parc. Le probable oppidum présent sur la colline boisée en fait un site habité depuis l'Antiquité. Une tête romaine sculptée a d'ailleurs été trouvée dans les murs du château. De plus, on trouve facilement des poteries (fonds d'amphores et tegula) dans les champs alentour, un camp romain occupait la colline voisine à l'est et une grande villa romaine s'étendait dans la plaine au sud (à l'endroit où subsiste une chapelle témoignant de l'ancienne église primitive).

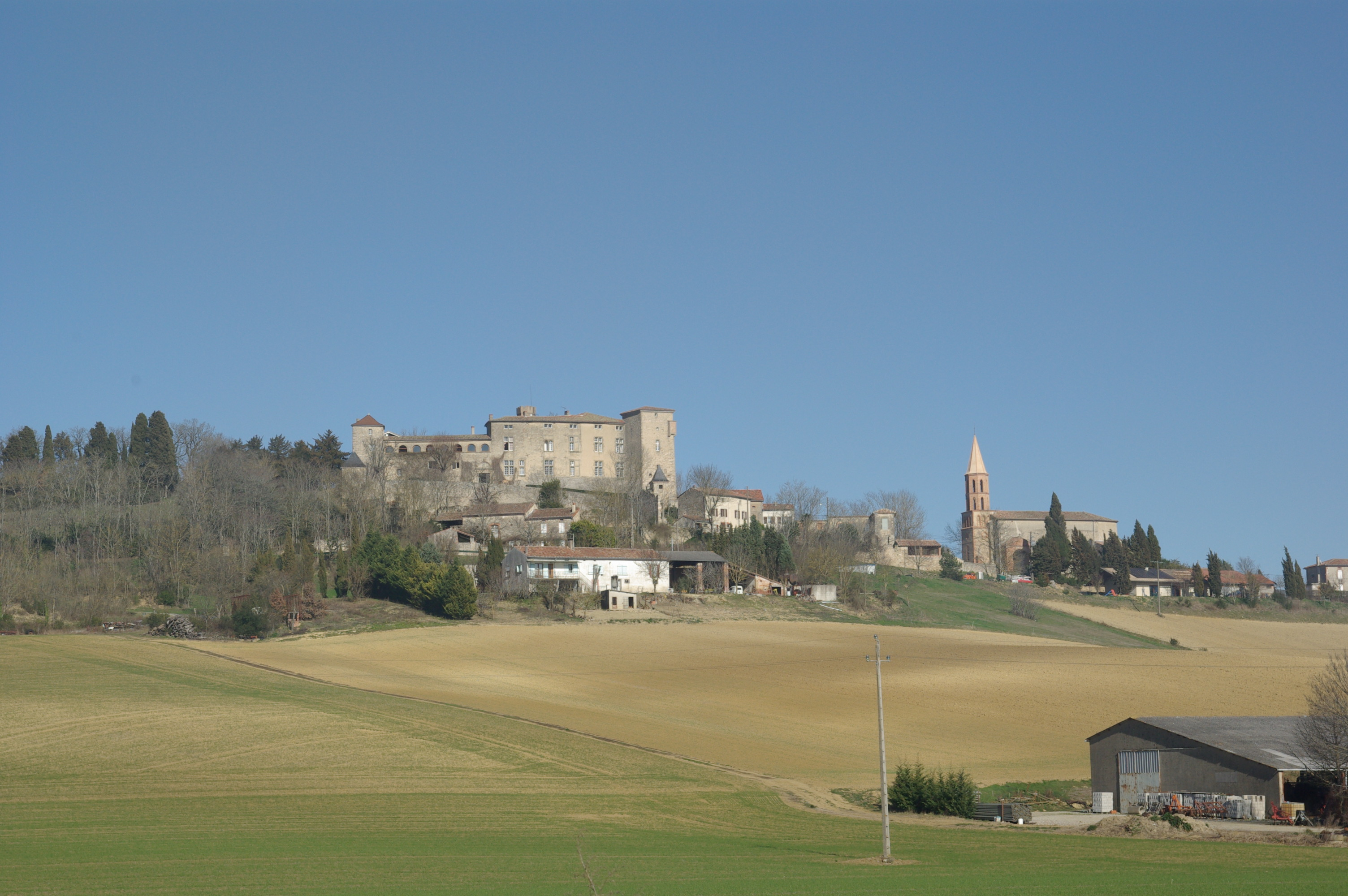
Le château au sommet de son site.

### Situation
Le château est bâti sur un promontoire rocheux (à une hauteur de 320 m). Il domine la plaine menant de Toulouse à Revel.
La vue n'est limitée que par la Montagne Noire à l'est et, au sud, par la chaîne des Pyrénées du Canigou au Pic du Midi de Bigorre, ce qui offre un des plus beaux panoramas du Languedoc.

## Historique

### Origine
Le site du château est occupé par les Romains depuis environ le Ier siècle av. J.-C. Le château en lui-même a sans doute été rebâti sur les ruines d'un fanum (petit temple) dédié à Jupiter. Quelques murs du château, à l'intérieur du bâtiment actuel, datent de l'époque romaine et ont été repris dans les constructions ultérieures. Les murailles du château à l'ouest et, pour partie, au nord remontent au XIIe siècle et ont souvent plus de trois mètres d'épaisseur.

### La croisade des albigeois
Pour un article plus général, voir croisade des albigeois.
Au début du XIIIe siècle, le château est le fief d'une des puissantes familles du Lauragais : la famille de Roquefort. L'oncle de Jourdain de Roquefort, seigneur de Montgey de 1209 à 1240, était évêque de Carcassonne, tandis que son père était l'un des chefs des troupes languedociennes opposées au chef croisé Simon de Montfort. La famille comptait aussi deux parfaits et deux parfaites. Et la femme de Jourdain, Marquesa, a été condamnée comme hérétique.
Il ne fait aucun doute que le château existait au début du XIIIe siècle, une charte en attestant l'existence en 1209. Lors de la croisade des albigeois, en avril 1211, les croisés subissent une cuisante défaite lors de la bataille de Montgey, qui fait entrer le lieu dans l'Histoire. En effet, autour de 5000 croisés allemands venant en renfort pour le siège de Lavaur sont vaincus par le comte de Foix, Raymond-Roger, et le seigneur du château, Jourdain de Roquefort, aussi seigneur de Durfort, accompagné de ses villageois. En représailles, Simon de Montfort détruit le village et prend le castel. À la mort de Simon, en1218, le château est rapidement réoccupé par Jourdain de Roquefort, qui s'était réfugié à Toulouse auprès du comte Raymond VII (ou IX). Les légendes du trésor des cathares trouvent écho dans ce château : le beau-frère de Jourdain était Raymond de Péreille, dernier seigneur cathare de Montségur. Et sachant les mythes intimement liés à ce lieu (dont celui du Saint-Graal). Certains ont cru que le trésor des cathares était caché à Montgey. Pour ce qui est de Jourdain de Roquefort, ses descendants occupent encore le château jusqu'au XIVe siècle.

### La guerre de Cent Ans
Pour un article plus général, voir guerre de Cent Ans.
Une autre légende peut-être véridique datant de la guerre de Cent Ans fait état d'une déroute anglaise sous les murs du château. Le seigneur était parti en guerre et la châtelaine Marquesa de Roquefort, dernière héritière de Jourdain de Roquefort, était donc seule avec quelques vieux soldats. Lorsque des Anglais se présentèrent, prêts à attaquer la place-forte, un homme eut l'idée de se saisir des ruches à abeilles que possédait le château et de les secouer sur les assaillants, piqués, ils abandonnèrent l'assaut. Pour les habitants du pays Montgey devient "Montgey la Mouche", car au Moyen Âge, les abeilles étaient nommées mouches à miel.

### DuXVesiècleà la Révolution
À partir de 1464, la seigneurie change plusieurs fois de propriétaire, au gré des ventes, mariages ou legs. Le château passe les guerres de Religion sans dommage en servant de garnison au régiment de Royal Normandie. En 1639, c'est Charles de Franc, seigneur de Cahuzac, qui possède le château. Garde du corps de Richelieu, il apparaît dans Les Trois Mousquetaires d'Alexandre Dumas. D'Artagnan le blesse et Louis XIII ne manque pas de demander de ses nouvelles à Richelieu (chapitre V, il est renommé Cahusac).

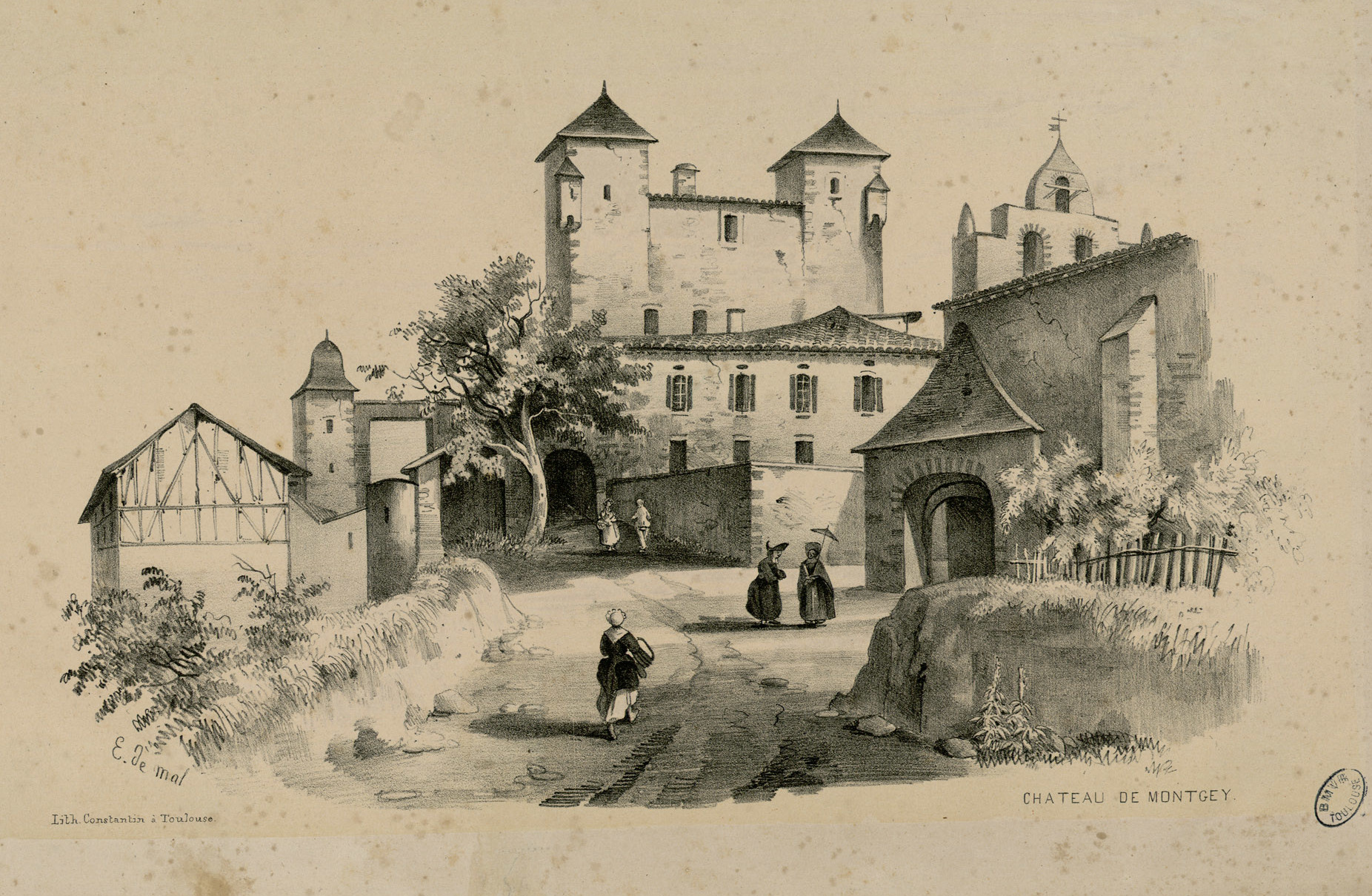
Aspect du château dans les années 1840, selon Eugène de Malbos.

À la fin du XVIIe siècle, Alexandre de Franc, le fils de Charles de Franc, prend le titre de marquis de Montgey après s'être battu pour prouver ses origines nobles lors des recherches des faux nobles. Enrichi par le commerce du pastel, il réaménage le bâtiment : des bâtiments annexes sont construits sur cave voûtée au XVIIIe siècle à l'extérieur des remparts et un petit donjon crénelé qui surplombe les toits au XIXe siècle, ainsi qu'une galerie couverte et un grand porche sur la façade Sud (remplaçant la petite porte de l'Est). Il ajoute ses armes sur les tours, mais ces signes de noblesse seront martelés et détruits à la Révolution.,

### DuXIXesiècleà aujourd'hui
À la suite de cela, le château passera par la famille des barons de Belcastel et connaîtra différents usages, que ce soit l'accueil de moines dans l'entre-deux guerres ou de prison politique en 1939.
Pierre et Sophie Bouyssou, les actuels propriétaires, l'achètent en 1971 et se donnent pour objectif de lui rendre son aspect du XVIe siècle. À cette date, des meurtrières et fenêtres à meneau étaient murées, des bâtiments hétéroclites s'adossaient aux murs et des encadrement de brique rompaient l'unité de pierre des façades du château. Ils accueillent parfois les visiteurs lors des Journées du patrimoine.

## Architecture

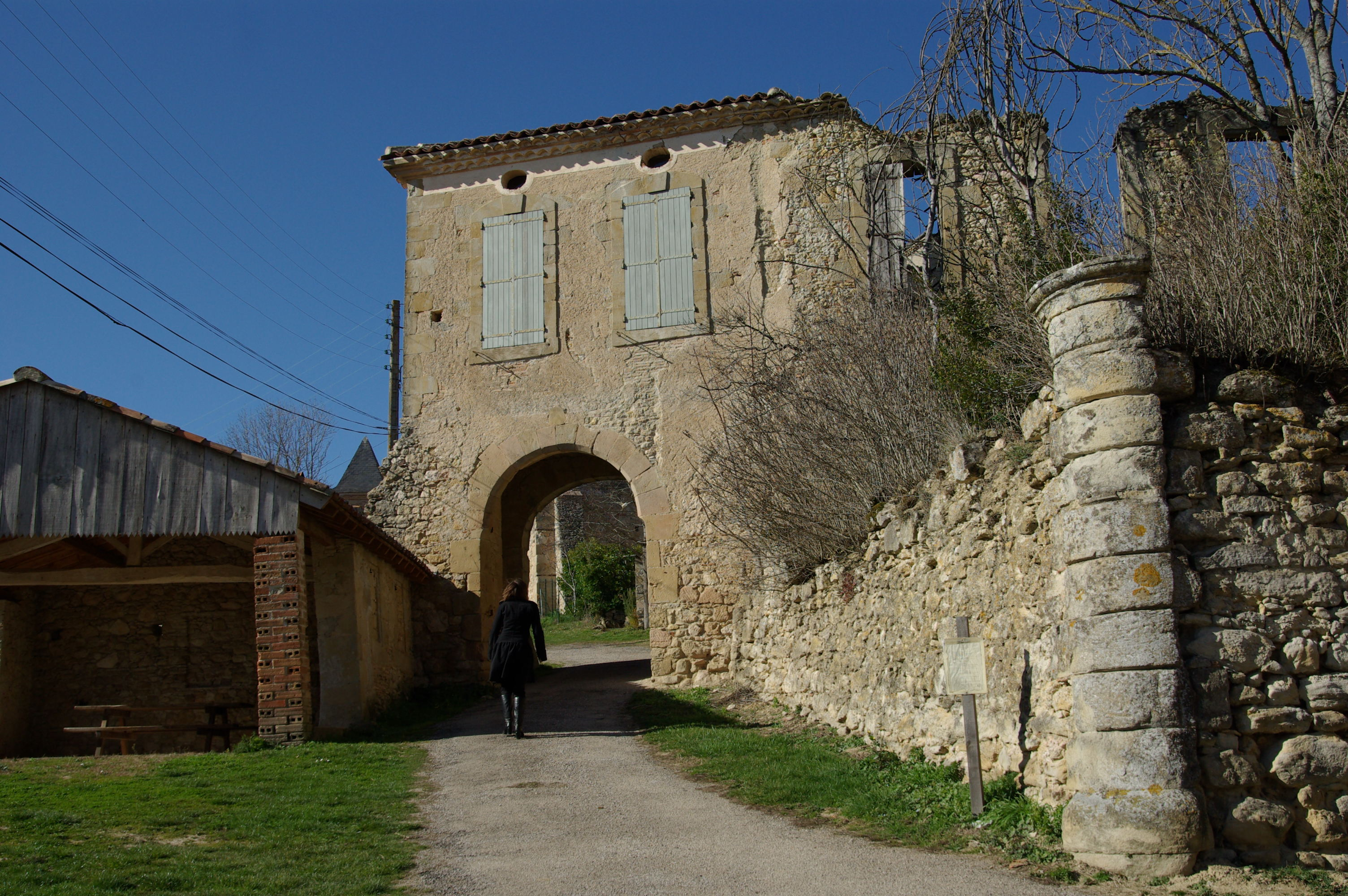
L'entrée subsistante des fortifications du village

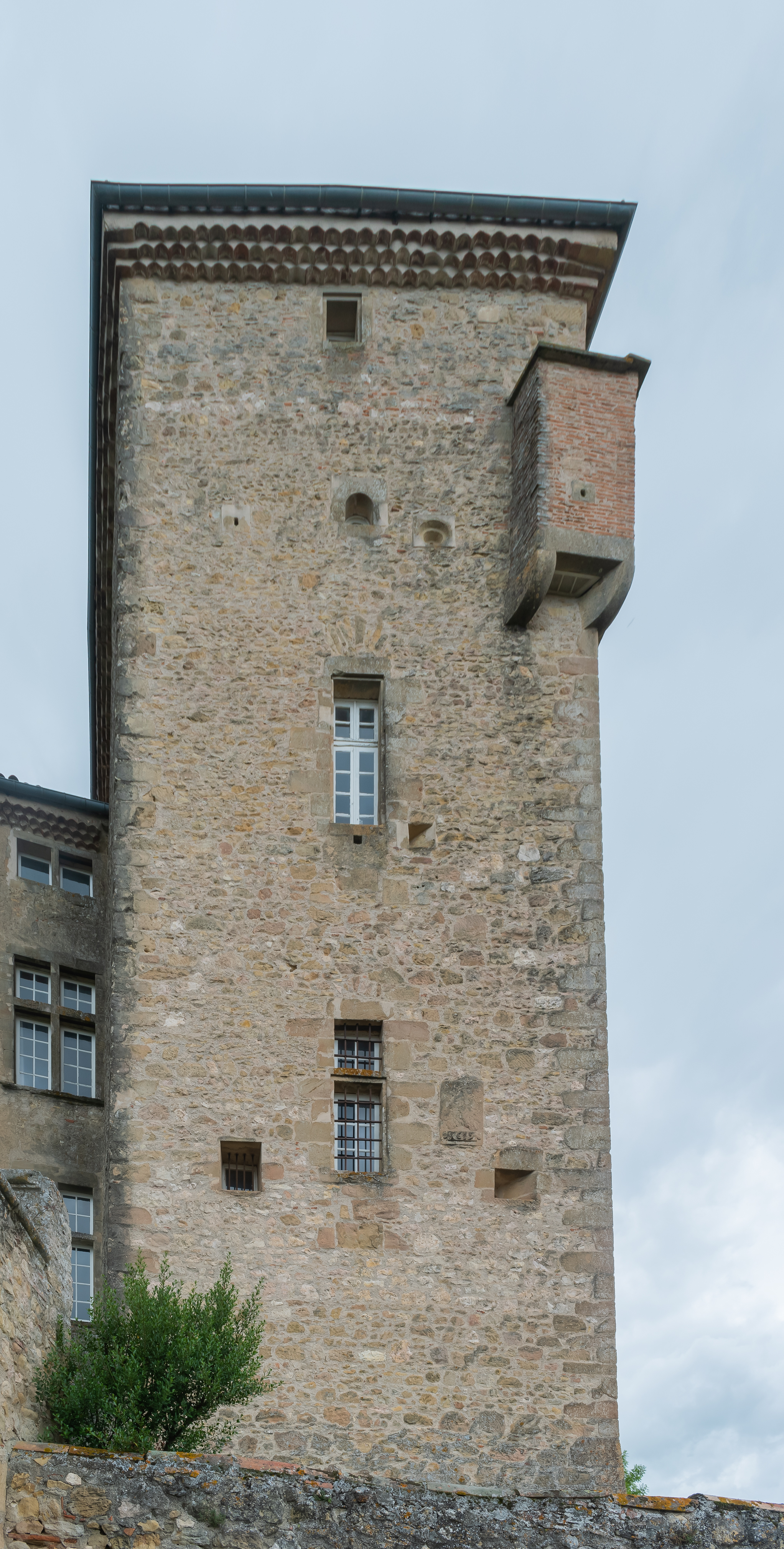
Le donjon

Les fortifications comprennent une première enceinte bastionnée soutenant des terrasses. Le château lui-même est un quadrilatère organisé autour d'une cour centrale. Aux angles, on trouve quatre tours : trois carrées et une heptagonale. Elles dateraient du XIVe et XVe siècles. Les défenses du château rejoignaient celle du village, où subsiste encore une entrée fortifiée. La partie la plus ancienne, datant du XIIe siècle, est un mur de trois mètres d'épaisseur reliant les tours de l'Ouest et reposant sur des fondations romaines (peut-être celles d'un ancien temple). Ce rempart montre une brèche colmatée et une légende signale que c'est par là que les croisés de Simon de Montfort seraient entrés. Sur ce même mur, on remarque une porte murée, par où se faisait l'entrée de la cour avant la création du grand porche. Un fossé protégeait auparavant cette entrée. La façade principale (tournée au Sud) des murs est convexe. À l'apparition des canons, plusieurs bouches à feu ont été ouvertes sur les tours. Sur celles de l' Est, on remarque aussi de petites échauguettes. La tour de guet crénelée dominant le château sert de repère géodésique. Elle culmine à 350 m.
L'accès à la cour intérieure se fait par un porche décoré du XVIIe siècle. À droite de l'entrée, on trouve des corps d'habitations sur deux étages avec des fenêtres à croisillons (rouvertes lors de récentes restaurations). À gauche, le 1er étage est une galerie éclairée par huit grandes baies de plein-cintre. Cette galerie réunit le corps d'habitation à la tour Ouest. Quelques gargouilles, une sculpture de tête de cheval à l'entrée des écuries, et un cadran solaire ornent la cour.
Des aménagements importants ont eu lieu à la Renaissance : ouverture de fenêtres à meneau, portails ornés de pilastres et frontons, magnifique cheminée dans la grande salle et remplacement des lieux d'exercice sur les terrasses par une promenade. Ces terrasses étaient agrémentées de figures de terre cuite détruites à la Révolution. Les travaux s'étalent sur les XVIe et XVIIe siècles mais conservent le style initial qui rappelle l'école de Fontainebleau.

Une seconde enceinte en ruine se trouve plus bas et conserve son fossé encore en eau.

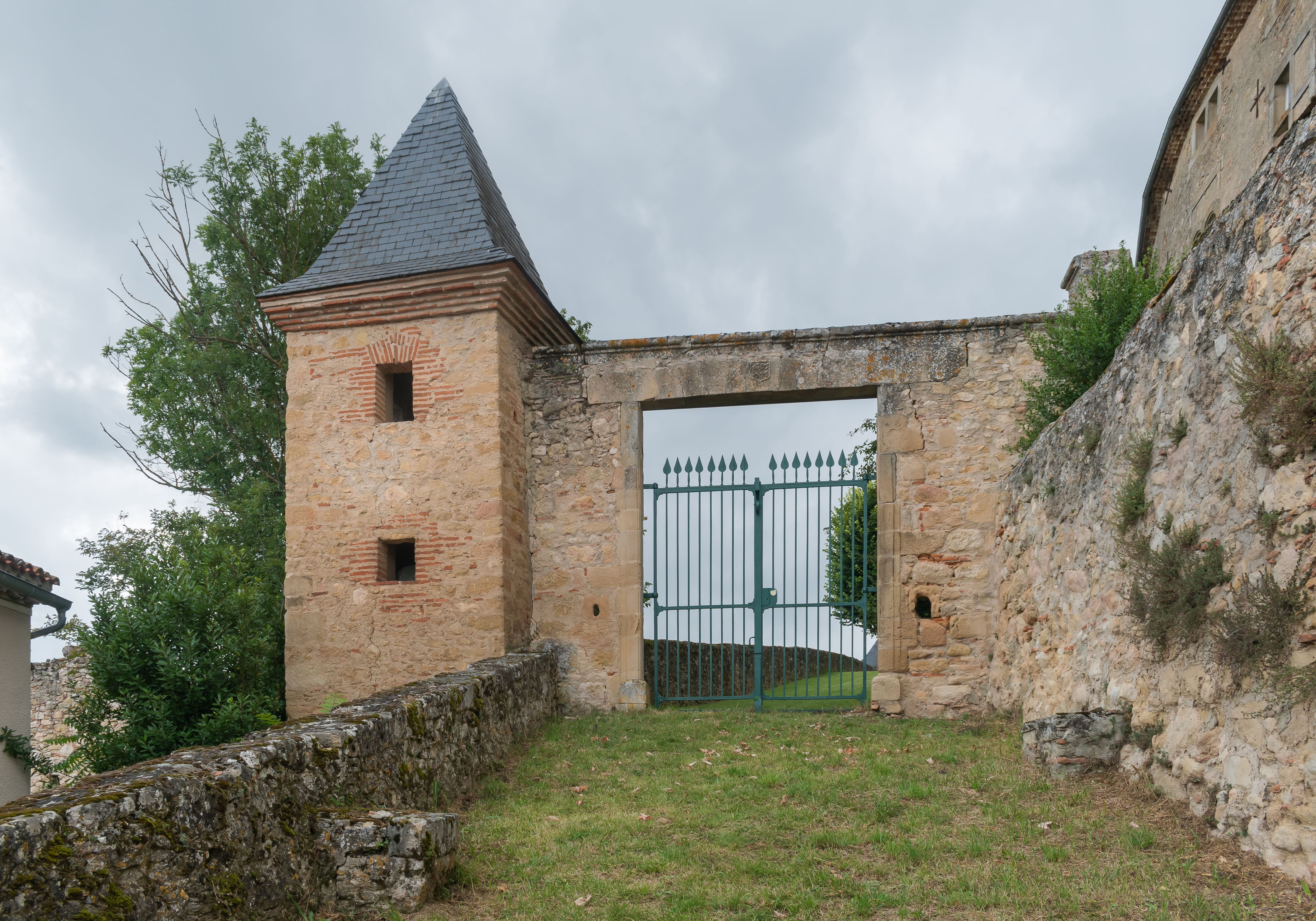
L'entrée du château
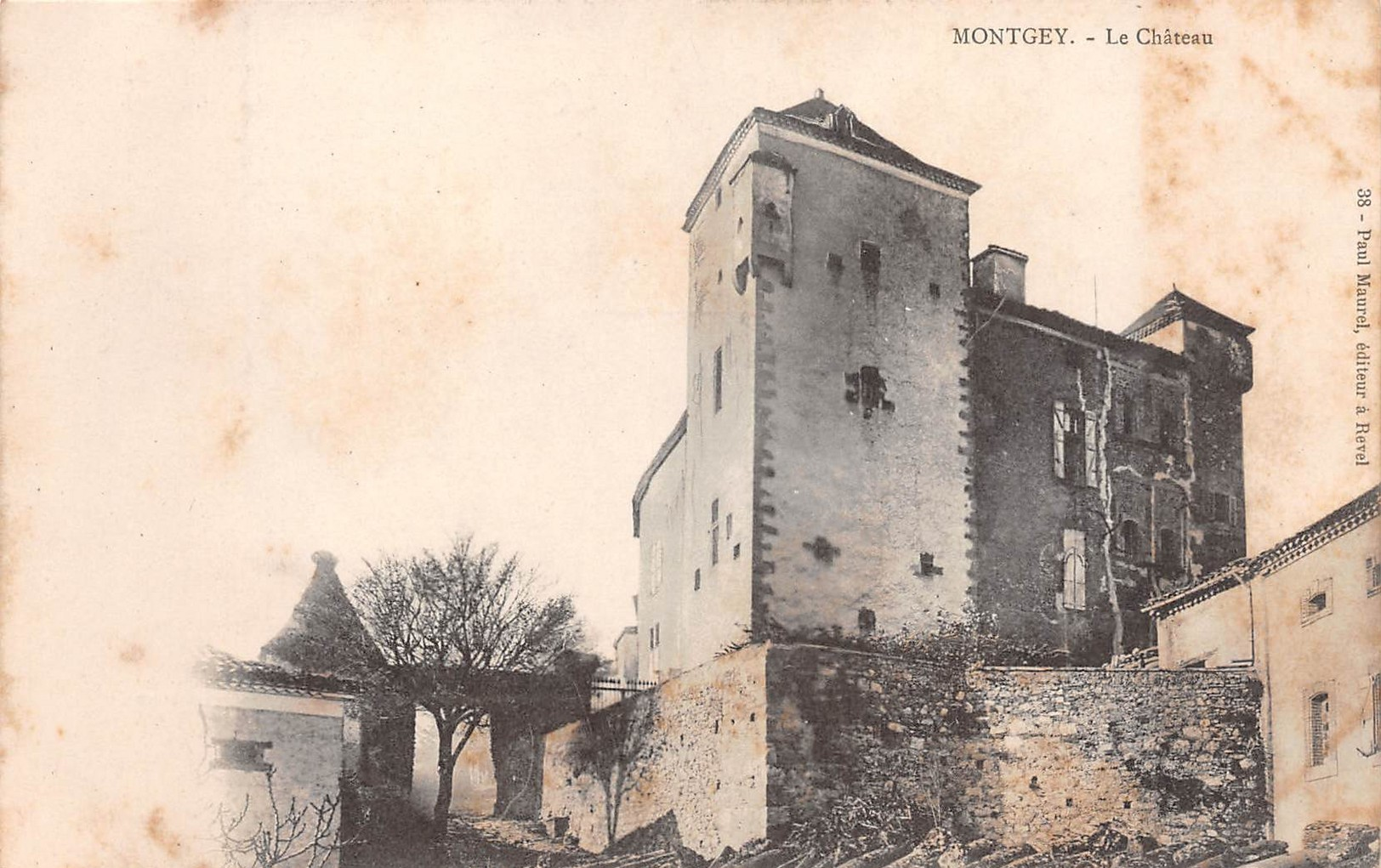
Carte postale du château